# 이시다 료마
이시다 료마(일본어: 石田 崚真, 1996년 6월 21일 ~ )는 일본의 축구 선수이다.

## 구단 경력
그는 2015년부터 J리그의 주빌로 이와타, 츠바이겐 가나자와, 레노파 야마구치 FC, SC 사가미하라, 이와테 그루자 모리오카에서 뛰었다.

## 국가대표팀 경력
그는 2013년 FIFA U-17 월드컵에 참가할 일본 U-17 국가대표팀에 발탁되었으며, 3경기에 출전했다.